# 特拉塞亞 (佛羅里達州)
特拉塞亞（英語：Terra Ceia）是位於美國佛羅里達州馬納提縣的一個非建制地區。該地的面積和人口皆未知。

## 地理
特拉塞亞的座標為27°34′45″N 82°34′50″W / 27.57917°N 82.58056°W，而該地的平均海拔高度為1米（即3英尺）。